# El Hakimia
Ne doit pas être confondu avec El Hachimia.
El Hakimia est une commune de la wilaya de Bouira en Algérie.

## Histoire
- En 1896, les Douars Ouelad Selama (très connu par la famille HAMMADI) grand propriétaire des terres agricoles et Beni Idou deviennent le Douar-Commune d'El Morra partie de la commune mixte d'Aumale.
- En 1957 est créée la commune de Serdoune dont El Morra fera partie.
- La commune d'El Morra est créée en 1984
- Le nom de la commune est modifié par décret le 6 février 1988 pour devenir El Hakimia.